# آن در گرین گیبلز (فیلم ۱۹۳۴)
آن در گرین گیبلز (انگلیسی: Anne of Green Gables) یک فیلم است که در سال ۱۹۳۴ منتشر شد.

## بازیگران
- آن شرلی
- تام براون
- سارا هادن
- بونیتا گرانویل
- ان میلر
- تام براون
- بن هال
- گرترود مسینگر
- ماری کینل